# 赵各庄抗日战斗遗址
赵各庄抗日战斗遗址，位于天津市宝坻区牛道口镇赵各庄村，为抗日战争期间侵华日军与八路军进行的赵各庄战斗的战场，天津市第一批革命文物名录、区县级文物保护单位、宝坻区爱国主义教育基地。

## 遗址概述
战斗爆发于1945年2月，持续14个小时，八路军共歼灭日军120余人，宝武蓟剔抉队队长堀内文夫少佐剖腹自杀，亦有146名八路军指战员牺牲。1945年4月10日，中共香武宝联合县民主政府为牺牲烈士分别于庞各庄、赵各庄修建烈士墓，并于庞各庄烈士墓前树立烈士纪念碑。后两墓合于赵各庄，烈士纪念碑亦迁于赵各庄。1983年，被宝坻县政府公布为县级文物保护单位。1990年，烈士墓与纪念碑一并迁至宝坻烈士陵园。2013年，宝坻区人民政府重新公布为区县级文物保护单位。2018年8月6日，赵各庄抗日战斗遗址保护标志落成。